# Józef Dobek Dzierzkowski
Józef Dobek Dzierzkowski (ur. 11 marca 1764 w Siemakowcach nad Prutem, zm. 28 stycznia 1830 we Lwowie) – polski adwokat, polityk galicyjski i bibliofil, deputat Stanów Galicyjskich. Był stryjem Józefa Dzierzkowskiego.
Początkowe nauki odebrał według jednych danych w Buczaczu i Stanisławowie, według jego własnych wspomnień we Lwowie. Członek Towarzystwa Przyjaciół Nauk w Warszawie i w Krakowie. Założyciel Pamiętnika Lwowskiego, zostawił materiały do "Historii Ormian polskich". Był znanym lwowskim adwokatem. 
Podarował lwowskiemu Zakładowi Narodowemu im. Ossolińskich gromadzone przez całe życie kodeksy rękopiśmiennicze z XV-XVIII wieku, mszały polskie i ruskie, bizantynika oraz armenika i inne materiały bibliofilskie.
Pochowany na cmentarzu Łyczakowskim.